# Chungará
Sjön Chungará ligger i provinsen Parinacota, Región de Arica y Parinacota, i norra Chile ca 8 km väster om gränsen till Bolivia. Det är 54 km till närmsta större, administrativa ort, Putre, och den nås enklast genom vägen från Bolivia till hamnarna i Arica vid Stilla havet.Den ligger nära vulkanerna Parinacota, som är 6 348 m ö.h., och Pomerape som är 6 222 m ö.h. Den ligger på 4570 meters höjd över havet, vilket gör den till den 29:e högst belägna sjön i världen, och den 10:e högsta i Sydamerika. Dess area är 21,5 km²
Sjön bildades för ca 8 000 år sedan när vulkanen Parinacota fick ett utbrott som skapade ett stort jordskred på ca 6 km3 jord och stenar som hindrade vattenavrinningen i området.
Sjön ligger i Nationalparken Lauca, som har ca 130 endemiska arter, bland annat andiska flamingo och många andfåglar. Här finns även vicuñas och llamor, som synes på bilderna. Man kan lätt ta sig hit på en guidad dagsutflykt från Arica.

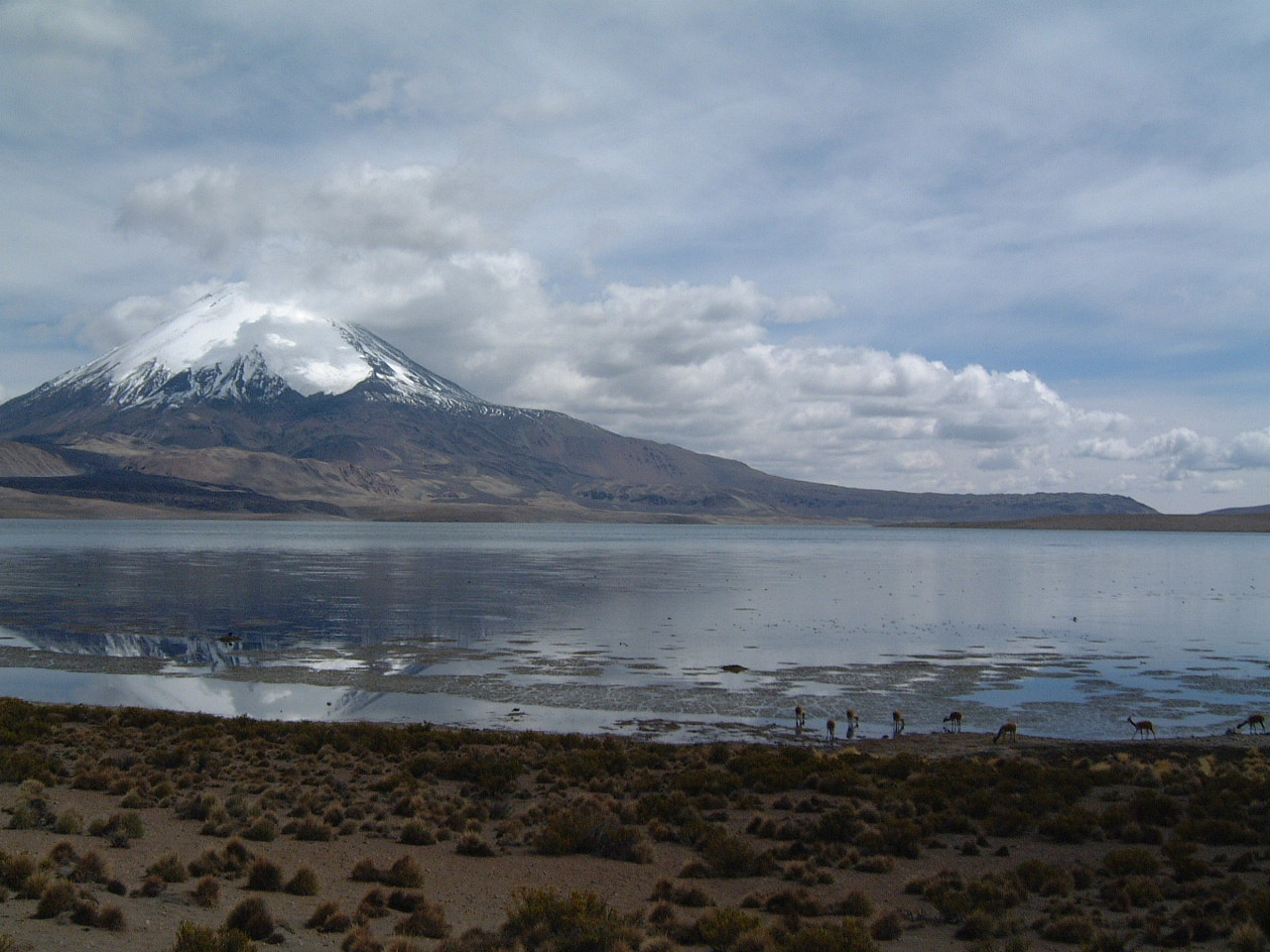
Vicuñas at Chungará Lake
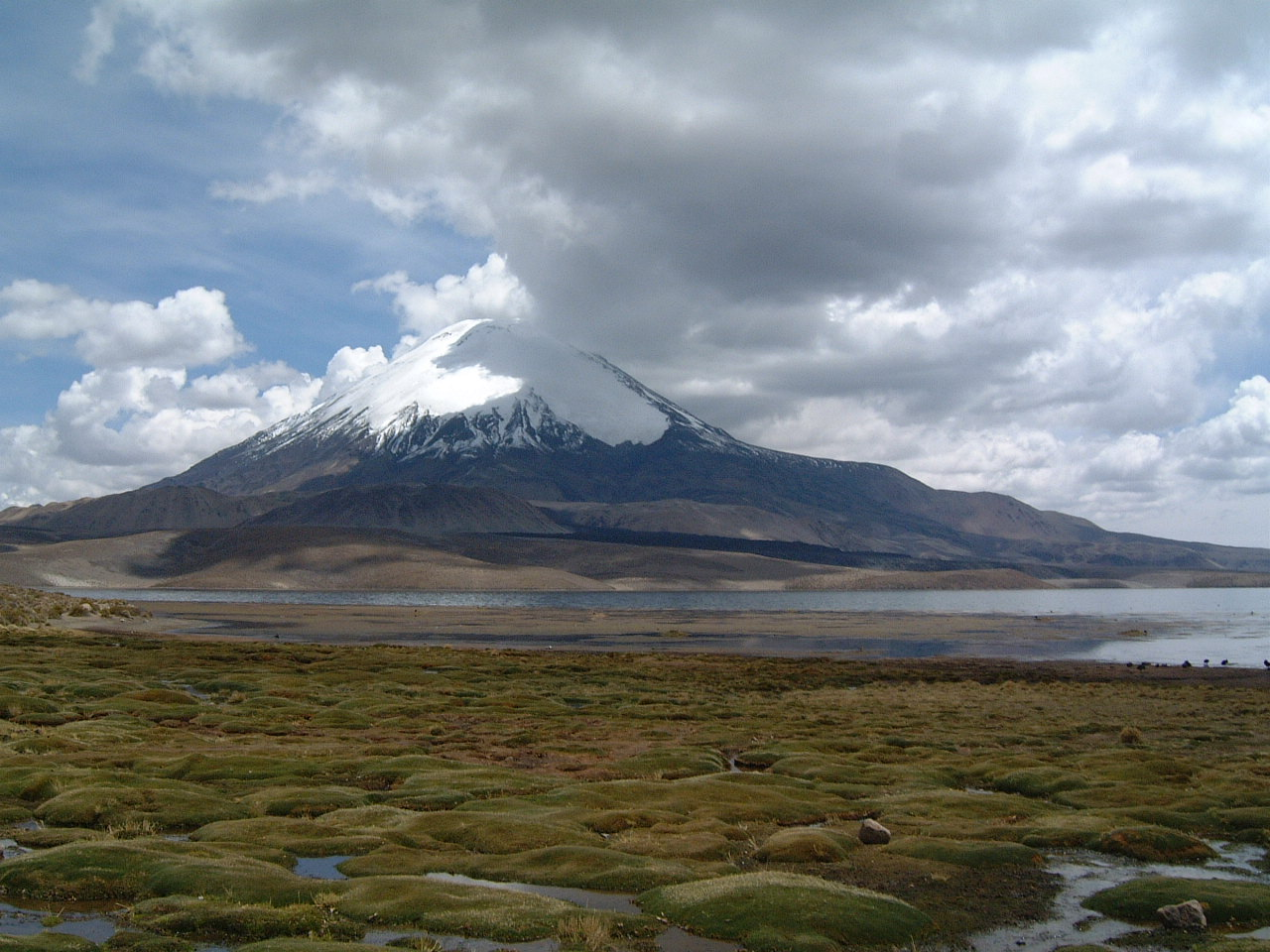
Parinacota Volcano and Lake Chungará